# Buni Zom
Buni Zom (em urdu:  بونی زوم) é uma montanha da cordilheira Hindu Raj, subcordilheira do Indocuche, no Paquistão. Tem 6542 m de altitude e fica a cerca de 50 km a nordeste da cidade de Chitral, e a 50 km a leste do Tirich Mir (7708 m), a mais alta montanha do Indocuche. Com 2845 m de proeminência topográfica, é o 117.º mais proeminente pico da Terra.